# Soldier (Kansas)
Soldier es una ciudad ubicada en el condado de Jackson en el estado estadounidense de Kansas. En el año 2010 tenía una población de 136 habitantes y una densidad poblacional de 340 personas por km².

## Geografía
Soldier se encuentra ubicada en las coordenadas 39°32′12″N 95°57′53″O / 39.536792, -95.964849 (39.536792, -95.964849).

## Demografía
Según la Oficina del Censo en 2000 los ingresos medios por hogar en la localidad eran de $18,750 y los ingresos medios por familia eran $46,000. Los hombres tenían unos ingresos medios de $25,417 frente a los $23,750 para las mujeres. La renta per cápita para la localidad era de $14,768. Alrededor del 21.2% de la población estaban por debajo del umbral de pobreza.